# Eilema carnea
Eilema carnea là một loài bướm đêm thuộc phân họ Arctiinae, họ Erebidae. Loài này được Arthur Gardiner Butler mô tả vào năm 1882. Chúng được tìm thấy ở Madagascar.